# Gunnarsbyn
Gunnarsbyn (lulesamiska: Guddnár) är en småort i Bodens kommun vid Råne älv, cirka fyra mil norr om centralorten Boden och sju mil norr om Luleå. 
Gunnarsbyn arbetade mellan åren 2006 och 2008 tillsammans med Niemisel i Luleå kommun i projektet EnVis bygd med en kommungränsöverskridande landsbygdsutveckling.

## Befolkningsutveckling
| Befolkningsutvecklingen i Gunnarsbyn 1960–2015 | Befolkningsutvecklingen i Gunnarsbyn 1960–2015 | Befolkningsutvecklingen i Gunnarsbyn 1960–2015 | Befolkningsutvecklingen i Gunnarsbyn 1960–2015 | Befolkningsutvecklingen i Gunnarsbyn 1960–2015 |
| ---------------------------------------------- | ---------------------------------------------- | ---------------------------------------------- | ---------------------------------------------- | ---------------------------------------------- |
|                                                |                                                |                                                |                                                |                                                |
| År                                             |                                                |                                                | Folkmängd                                      | Areal (ha)                                     |
| 1960                                           | 1960                                           |                                                | 315                                            |                                                |
| 1965                                           | 1965                                           |                                                | 302                                            |                                                |
| 1970                                           | 1970                                           |                                                | 229                                            |                                                |
| 1975                                           | 1975                                           |                                                | 203                                            |                                                |
| 1980                                           | 1980                                           |                                                | 250                                            | 88                                             |
| 1990                                           | 1990                                           |                                                | 246                                            | 95                                             |
| 1995                                           | 1995                                           |                                                | 249                                            | 95                                             |
| 2000                                           | 2000                                           |                                                | 222                                            | 91                                             |
| 2005                                           | 2005                                           |                                                | 169                                            | 91#                                            |
| 2010                                           | 2010                                           |                                                | 146                                            | 79#                                            |
| 2015                                           | 2015                                           |                                                | 144                                            | 77#                                            |
| Anm.: Upphörde som tätort 2005. # Som småort.  |                                                |                                                |                                                |                                                |

## Samhället
Gunnarsbyn är "huvudort" för ett antal byar utmed Råne älv, med en butik, en obemannad mack, kyrka, skola, biblioteksfilial samt daghem. Församlingskyrkan för Gunnarsbyns församling, Gunnarsbyns kyrka ligger här.
Ett företagshus finns i byn, i vilket ett antal mindre företag huserar. Dessutom finns en administrativ byggnad där Råne älvsstiftelsen bedriver sin verksamhet.
I Gunnarsbyn finns Sveriges första och hitintills enda drive-in-bio för skotrar.

## Personer med anknytning till orten
- Rolf Degerlund, skådespelare